# Microrregión de Xanxerê
La microrregión de Xanxerê es una de las microrregiones del estado brasileño de Santa Catarina perteneciente a la mesorregión Oeste Catarinense. Su población en 2007 por el IBGEes de 148.243 habitantes y está dividida en diecisiete municipios. Posee un área total de 4.805,755 km².
Esta microrregión también es conocida como Microrregión de la AMAI (Asociación de los Municipios del Alto Irani).

## Municipios
- Abelardo Luz
- Bom Jesus
- Coronel Martins
- Entre Rios
- Faxinal dos Guedes
- Galvão
- Ipuaçu
- Jupiá
- Lajeado Grande
- Marema
- Ouro Verde
- Passos Maia
- Ponte Serrada
- São Domingos
- Vargeão
- Xanxerê
- Xaxim

- Datos: Q749385